# 폭력 교실 (1989년 영화)
《폭력 교실》(영어: Cutting Class)은 미국에서 제작된 로스포 팰런버그 감독의 1989년 블랙 코미디 슬래셔 영화이다. 도너번 리치, 질 숄런, 브래드 피트, 로디 맥다월 등이 출연하였고, 도널드 R. 벡 등이 제작에 참여하였다.

## 줄거리
폴라의 아버지인 지방 검사 빌은 수업을 빼먹지(cutting class) 말라고 당부하며 사냥 여행에 나선다. 학교에선 아버지가 자동차 제동기 고장으로 미심쩍게 사망한 뒤 정신 병원에 갇혀 있던 브라이언이 돌아와 폴라에게 관심을 보이는데, 곧 학교에서 살인 사건들이 일어난다.
범인은 브라이언임이 바로 밝혀지고 폴라와 남자친구 드와이트는 힘을 합쳐 그를 죽인다. 이후 두 사람은 함께 드와이트의 차를 타고 달리던 중 도로 위에서 브라이언에게 납치됐다가 도망친 빌을 발견한다. 브라이언을 정신 병원에 집어넣었던 지방 검사가 바로 바로 빌이었고, 브라이언은 그에 보복을 하려 했던 것이다. 브라이언은 제 아버지에게 그랬던 것처럼 드와이트의 차 제동기를 끊어놨고, 드와이트는 간신히 빌을 피해 차를 멈추는데, 빌은 수업을 빼먹은 거냐며 수미상관 대사로 혼을 낼 따름이다.

## 출연진
- 도너번 리치
- 질 숄런
- 브래드 피트
- 로디 맥다월
- 마틴 멀
- 톰 리건
- 더크 블로커
- 노먼 올던

## 기타 제작진
- 배역: 에릭 볼스
- 미술: 리처드 셔먼